# Marble City
Marble City és un poble dels Estats Units a l'estat d'Oklahoma. Segons el cens del 2000 tenia 242 habitants.

## Demografia
Segons el cens del 2000, Marble City tenia 242 habitants, 73 habitatges, i 58 famílies. La densitat de població era de 227,9 habitants per km².
Dels 73 habitatges en un 32,9% hi vivien nens de menys de 18 anys, en un 42,5% hi vivien parelles casades, en un 34,2% dones solteres, i en un 20,5% no eren unitats familiars. En el 19,2% dels habitatges hi vivien persones soles el 9,6% de les quals corresponia a persones de 65 anys o més que vivien soles. El nombre mitjà de persones vivint en cada habitatge era de 3,32 i el nombre mitjà de persones que vivien en cada família era de 3,78.
Per edats la població es repartia de la següent manera: un 35,1% tenia menys de 18 anys, un 8,3% entre 18 i 24, un 26% entre 25 i 44, un 18,2% de 45 a 60 i un 12,4% 65 anys o més.
L'edat mediana era de 28 anys. Per cada 100 dones de 18 o més anys hi havia 93,8 homes.
La renda mediana per habitatge era de 17.375 $ i la renda mediana per família de 16.250 $. Els homes tenien una renda mediana de 20.938 $ mentre que les dones 18.333 $. La renda per capita de la població era de 9.115 $. Entorn del 39,7% de les famílies i el 39,8% de la població estaven per davall del llindar de pobresa.

## Poblacions més properes
El següent diagrama mostra les poblacions més properes.